# Lixiviació (procés)
La lixiviació, o extracció sòlid-líquid, és un procés en el qual un dissolvent líquid es posa en contacte amb un sòlid polvoritzat perquè es produeixi la dissolució d'un dels components del sòlid, per a poder separar-ne els components.

## Interès
La lixiviació té interès en diferents àmbits o ciències:

### Química
La lixiviació és un procés pel qual s'extreu un o més soluts d'un sòlid, mitjançant la utilització d'un dissolvent líquid.
Les dues fases entren en contacte íntim i el solut o els soluts es poden difondre des del sòlid a la fase líquida, fet que produeix una separació dels components originals del sòlid.
Alguns exemples són:
- El sucre se separa per lixiviació de la remolatxa amb aigua calenta.
- Els olis vegetals es recuperen a partir de llavors, com els de soja i de cotó mitjançant la lixiviació amb dissolvents orgànics.
- L'extracció de colorants es realitza a partir de matèries sòlides per lixiviació amb alcohol o soda.
Aquest procés té una gran importància en l'àmbit de la metalurgia, ja que s'utilitza majorment en l'extracció d'alguns minerals com or, plata i coure. També s'utilitza en Tecnologia Farmacèutica.

### Ecologia
També és aplicable el terme en ecologia per a indicar el desplaçament cap als rius i mars de les deixalles i excrements, a més d'altres contaminants com poden ser els fertilitzants, produït pel mateix procés indicat per al fenomen químic.
Defineix també aquest nom, el fenomen de desplaçament de nutrients arrossegats per l'aigua, tenint aquest fet el seu origen en la desforestació antropogènica (causada per l'home).

### Geologia
En la ciència geològica s'entén com  lixiviació  al procés de rentat d'un estrat de terreny o capa geològica per l'aigua. Com també per plaques àcides trobades en les sals que dissolen gairebé qualsevol material sòlid.

### Aplicacions pràctiques
Industrialment la  lixiviació  s'utilitza per preparar pocions, per a això es pren la droga (generalment una planta medicinal) es polvoritza, i es barreja amb "alcohol", es col·loca en un lixiviador i es deixa macerant el temps requerit.
També s'anomena lixiviació al tractament dels minerals concentrats i altres materials que contenen metalls, la lixiviació s'efectua per mitjà d'un procés humit amb àcid que dissol els minerals solubles i els recupera en una solució carregada per lixiviació. D'ús pràctic en la mineria mitjançant la cianuració de l'or i altres minerals.

### Metal·lúrgia extractiva
És també el procés que s'usa en la metal·lúrgia, per treballar els minerals principalment oxidats. Des de fa un temps es realitza la lixiviació de minerals sulfurats de coure mitjançant processos de lixiviació bacteriana.
En el cas de la lixiviació dels minerals d'or (òxids) el disseny dels "Pads" són d'acord amb la morfologia de la zona, d'acord amb això estarem iniciant els detalls per a la selecció del tipus de "Pad", ja sigui un "Pad" reutilitzable, expandible o el cas de lixiviació tipus vall (cas de Pierina).